# Arma propria
Con arma propria, in Italia,  si indica qualsiasi oggetto la cui funzione primaria sia l'offesa alla persona.

## Disciplina normativa
Una definizione generale di arma propria è data dall'art. 30 del TULPS; altri riferimenti sono contenuti negli articoli 585 e 704 del codice penale italiano, e nella legge 18 aprile 1975, n. 110.
In generale, sono da considerarsi armi proprie:
- Le armi da fuoco di qualsiasi tipo (comprese le relative cartucce);
- Le armi ad aria compressa;
- Le armi da getto (lance, catapulte, shuriken);
- Le armi bianche (come spade, coltelli affilati su ambo i lati della lama oppure ad apertura a scatto, pugnali, stiletti, quadrelli, picche, alabarde, bastoni animati);
- strumenti per i quali sussiste il divieto assoluto di porto (mazze ferrate, bastoni ferrati, tirapugni e sfollagente)
- le armi batteriologiche o chimiche;
- tutti i congegni incendiari, esplodenti o dirompenti (qualsiasi tipo di bomba, bottiglie Molotov).

Le armi da fuoco proprie possono inoltre dividersi in base all'articolo 1 della legge 110/1975 come segue:
- Armi comuni da sparo (tutte le armi da fuoco corte o lunghe, a canna rigata o liscia, ad uno o più colpi ed a ripetizione manuale o semiautomatica). Di esse è concessa la detenzione o il porto al cittadino che ne abbia titolo (detenzione domestica, porto d'arma per difesa personale, per uso sportivo o per caccia);
- Armi da guerra (parti di esse, le relative cartucce, armi con spiccata potenzialità d'offesa come quelle a ripetizione automatica, artiglierie, bombe o loro componenti, aggressivi chimici, congegni bellici di ogni natura);
- Armi tipo guerra (tutte quelle che non rientrano tra le armi da guerra ma possono utilizzare lo stesso munizionamento o hanno la possibilità di eseguire il tiro a ripetizione automatica - cioè a raffica, o che presentano le caratteristiche balistiche o di impiego tipiche delle armi da guerra).